# Culturum

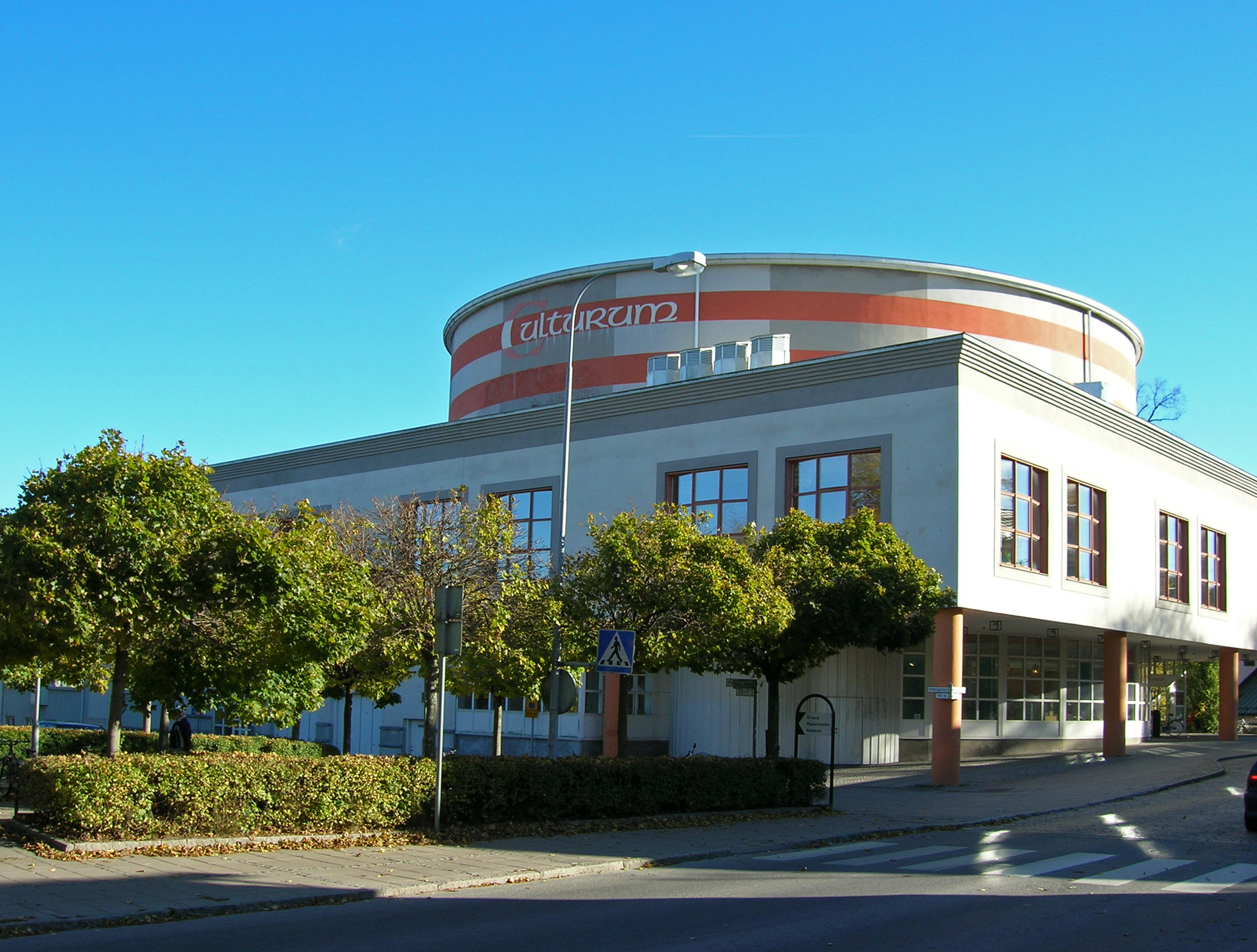
Culturum, Nyköpings kulturhus.

Culturum är Nyköpings kulturhus innehållande Nyköpings stadsbibliotek och konsertsal med 538 platser. Det ritades av Lars Gauffin, Nyréns arkitektkontor och invigdes den 11 februari 1989 av dåvarande kulturministern Bengt Göransson.
Byggnaden präglas av modern skandinavisk design där inredningen domineras av ljusa träslag.  
I Culturum finns även en hörsal (Olrogsalen), en inspelningsstudio för talböcker eller liknande, samt kontorslokaler för bland annat kulturförvaltningen.

## Konst på Culturum
Det finns flera konstverk på Culturum, flera av dessa installerades till invigningen. I foajén finns en bildväv gjord av textilkonstnärinnan Anita Grede som heter: ” I kulturens gathörn". Inne i biblioteket finns väggmålningen:  "Insikter – Utsikter" av Harriet Ebeling. Längre in i bokhallen finns konstverket "Järngänget" som är en  skulptur, föreställande fåglar, i rakukeramik av Dagmar Änggård. 
I foajén finns ytterligare två konstverk som tillkommit senare. Ett av dessa är en stor järngrind skapad av Sune Rooth  år 1942. Denna har tidigare stått utanför Berns restaurang som tidigare fanns i Nyköping. 
Sedan 2003 finns ett glasmonument till minne av Anna Lindh. I Culturums ägo finns även Ulf Peder Olrogs piano.